# A magyar labdarúgó-válogatott mérkőzései 1964-ben
A magyar labdarúgó-válogatottnak 1964-ben nyolc találkozója volt. Két Európa-bajnoki selejtezőjét megnyerte Franciaország ellen, így kijutott a csapat Spanyolországba. Az első ellenfél a házigazda válogatott volt, küzdelmes mérkőzésen a 113. percben lőtt góllal győzött a spanyol csapat. Ezen a mérkőzésen volt hetvenedszer a válogatott tagja Tichy Lajos, később csak 1971-ben került vissza még egyszer, és utoljára a csapatba. A következő ellenfél Dánia volt, a végig támadó magyar válogatott nem tudott biztos vezetést elérni. Egyetlen dán ellentámadás elég volt, hogy egyenlítsen az ellenfél. Újra hosszabbításra került sor, Novák Dezső két góljával eldöntötte a meccset.
Szövetségi kapitány:
- Baróti Lajos

## Eredmények
407. mérkőzés – NEK-selejtező
| 1964. április 25. |

| Franciaország | 1–3             | Magyarország             |
| ------------- | --------------- | ------------------------ |
| Cossou 73'    | (0–2) Részletek | Albert 15' Tichy 16' 69' |

| Colombes Stadion, Párizs Nézőszám: 40 000 Játékvezető: Cesare Jonni (ITA) |

nem hivatalos mérkőzés – olimpiai selejtező
| 1964. április 29. |

| Spanyolország | 1–2             | Magyarország |
| ------------- | --------------- | ------------ |
| Velasquez     | (0–1) Részletek | Bene         |

| Palma de Mallorca Nézőszám: 25 000 |

408. mérkőzés
| 1964. május 3. |

| Ausztria             | 1–0             | Magyarország |
| -------------------- | --------------- | ------------ |
| Nemec 51' (11-esből) | (0–0) Részletek |              |

| Práter-stadion, Bécs Nézőszám: 75 000 Játékvezető: Pierre Schwinte (FRA) |

nem hivatalos mérkőzés – olimpiai selejtező
| 1964. május 6. |

| Magyarország | 3–0             | Spanyolország |
| ------------ | --------------- | ------------- |
| Bene Palotai | (2–0) Részletek |               |

| Népstadion, Budapest Nézőszám: 20 000 |

409. mérkőzés – NEK-selejtező
| 1964. május 23. |

| Magyarország       | 2–1             | Franciaország |
| ------------------ | --------------- | ------------- |
| Sipos 25' Bene 55' | (1–1) Részletek | Combin 2'     |

| Népstadion, Budapest Nézőszám: 80 000 Játékvezető: Concetto Lo Bello (ITA) |

410. mérkőzés – NEK-elődöntő
| 1964. június 17. |

| Spanyolország           | 2–1                       | Magyarország |
| ----------------------- | ------------------------- | ------------ |
| Pereda 36' Amancio 113' | (1–0, 1–1, 1–1) Részletek | Bene 85'     |

| Santiago Bernabéu stadion, Madrid Nézőszám: 75 000 Játékvezető: Antoine Blavier (BEL) |

411. mérkőzés – NEK 3. helyért
| 1964. június 20. |

| Magyarország                        | 3–1                       | Dánia         |
| ----------------------------------- | ------------------------- | ------------- |
| Bene 12' Novák 107' (11-esből) 110' | (1–0, 1–1, 1–1) Részletek | Bertelsen 82' |

| Camp Nou Stadion, Barcelona Nézőszám: 3 000 Játékvezető: Daniel Mellet (SUI) |

412. mérkőzés
| 1964. október 4. |

| Svájc | 0–2             | Magyarország   |
| ----- | --------------- | -------------- |
|       | (0–1) Részletek | Albert 39' 84' |

| Wankdorf-stadion, Bern Nézőszám: 40 000 Játékvezető: Giulio Campanati (ITA) |

nem hivatalos mérkőzés – olimpiai B csoport
| 1964. október 11. |

| Magyarország                            | 6–0                         | Marokkó |
| --------------------------------------- | --------------------------- | ------- |
| Bene 13' 38' (11-esből) 70' 74' 78' 87' | (2–0) Jegyzőkönyv Részletek |         |

| Olimpiai stadion, Tokió Nézőszám: 70 000 Játékvezető: Kim Jongdzsu (játékvezető) (KOR) |

413. mérkőzés
| 1964. október 11. |

| Magyarország   | 2–2             | Csehszlovákia        |
| -------------- | --------------- | -------------------- |
| Albert 17' 54' | (1–1) Részletek | T. Pospichal 24' 69' |

| Népstadion, Budapest Nézőszám: 65 000 Játékvezető: Konstantin Zečević (YUG) |

nem hivatalos mérkőzés – olimpiai B csoport
| 1964. október 15. |

| Magyarország                               | 6–5                           | Jugoszlávia                           |
| ------------------------------------------ | ----------------------------- | ------------------------------------- |
| Csernai 5' 11' 44' 63' Farkas 18' Bene 25' | (5–4) (Jegyzőkönyv) Részletek | Osim 1' 82' Belin 12' 35' Zambata 31' |

| Komazava stadion, Tokió Nézőszám: 15 000 Játékvezető: Fukusima Genicsi (JPN) |

nem hivatalos mérkőzés – olimpiai negyeddöntő
| 1964. október 18. |

| Magyarország              | 2–0                           | Románia |
| ------------------------- | ----------------------------- | ------- |
| Csernai 2' 84' (11-esből) | (1–0) (Jegyzőkönyv) Részletek |         |

| Micuzava stadion, Jokohama Nézőszám: 25 000 Játékvezető: Menáhém Askenází (ISR) |

nem hivatalos mérkőzés – olimpiai elődöntő
| 1964. október 20. |

| Magyarország                       | 6–0                           | Egyiptom |
| ---------------------------------- | ----------------------------- | -------- |
| Bene 7' 20' 66' 77' Komora 29' 58' | (3–0) (Jegyzőkönyv) Részletek |          |

| Csicsibu Herceg Stadion, Tokió Nézőszám: 20 000 Játékvezető: Miguel Comesaña (ARG) |

nem hivatalos mérkőzés – olimpiai döntő
| 1964. október 23. |

| Magyarország               | 2–1                           | Csehszlovákia |
| -------------------------- | ----------------------------- | ------------- |
| Weisz 47' (öngól) Bene 59' | (0–0) (Jegyzőkönyv) Részletek | Brumovsky 80' |

| Olimpiai stadion, Tokió Nézőszám: 80 000 Játékvezető: Menáhém Askenází (ISR) |

414. mérkőzés
| 1964. október 25. |

| Magyarország  | 2–1             | Jugoszlávia |
| ------------- | --------------- | ----------- |
| Albert 8' 36' | (2–0) Részletek | Skoblar 89' |

| Népstadion, Budapest Nézőszám: 30 000 Játékvezető: Josef Stoll (AUT) |